# Lorenzo Pasciuti
Lorenzo Pasciuti (Carrara, Italia; 24 de septiembre de 1989) es un futbolista italiano. Juega como centrocampista y su equipo actual es el Grosseto de la Serie D de Italia.

## Récord
El 9 de enero de 2016, Lorenzo Pasciuti anotó un gol en un partido contra Udinese, partido que el Carpi ganaría 2 a 1. Con este gol, Pasciuti se convirtió en el primer y hasta la fecha único jugador en anotar al menos un gol en cada división profesional del fútbol italiano (Serie A, Serie B, Serie C1, Serie C2 y Serie D) para el mismo club.

## Clubes
| Club          | País   | Año           |
| ------------- | ------ | ------------- |
| Massese       | Italia | 2006-2008     |
| Biellese      | Italia | 2008-2009     |
| AC Pisa       | Italia | 2009          |
| Carpi FC 1909 | Italia | 2009-2019     |
| Carrarese     | Italia | 2019-2022     |
| Grosseto      | Italia | 2022-presente |